# Куйбышевское суворовское военное училище
Куйбышевское Суворовское военное училище (КбСВУ) — военное образовательное учреждение, располагавшееся в городе Куйбышеве в период с 1943 по 1964 годы.

## История
- Куйбышевское Суворовское военное училище было создано в соответствии с Постановлением ГКО от 4 июля 1944 года. Первым начальником училища был назначен генерал-лейтенант Георгий Георгиевич Невский, который 15 июля 1944 года прибыл в Куйбышев для исполнения своих обязанностей. Невский собрал команду преподавателей и офицеров-воспитателей, лично интересовался успеваемостью и бытом воспитанников, участвовал в составлении "Памятки суворовца", которая содержала основные морально-этические нормы поведения суворовцев[2].

- В соответствии с постановлением Совета Министров СССР от 24 июня 1960 года приём в училище был прекращён, началась подготовка к его расформированию. Оставшиеся суворовцы заканчивали обучение в стенах училища.

- В 1961 году в училище прибыли 147 воспитанников из уже расформированного Оренбургского СВУ. В 1963 году в училище были переведены ещё 110 суворовцев из расформированного Новочеркасского СВУ.

- Расформировано училище было в 1964 году. Две последние роты суворовцев были направлены в Казанское Суворовское военное училище.

## Руководители
- 1944—1946 — генерал-лейтенант Невский, Георгий Георгиевич
- 1946—1954 — генерал-майор Баланцев, Владимир Васильевич
- 1954—1964 — полковник Пряшников, Павел Петрович

## Выпускники
- Выпускники Куйбышевского суворовского военного училища

Среди выпускников Куйбышевского СВУ 14 человек стали генералами. Около 40 % суворовцев первых пяти выпусков заканчивали службу в армии в воинском звании полковника, многие — старшими офицерами. Значительная часть выпускников занималась и занимается наукой.
- Бездухов, Владимир Петрович — доктор педагогических наук, профессор, член-корреспондент РАО, заведующий кафедрой педагогики Поволжской государственной социально-гуманитарной академии.
- Васильев, Вениамин Сидорович — генерал-лейтенант, заместитель Главнокомандующего войсками Дальнего Востока, генерал-инспектор вооружения и техники Главной инспекции МО СССР.
- Васильев, Геннадий Борисович — генерал-полковник, командующий Московским округом ВВС и ПВО.[3]
- Винокуров, Владимир Гаврилович — доктор технических наук.
- Вершинин, Игорь Владимирович — доктор филологических наук, профессор, ректор Поволжской государственной социально-гуманитарной академии.
- Галкин, Рудольф Александрович — доктор медицинских наук, хирург.
- Герасимов, Владимир Иванович — генерал-полковник, начальник 12-го Главного управления МО СССР.
- Данилков, Анатолий Петрович — доктор медицинских наук, специалист в области нефрологии.
- Демин, Геннадий Иванович — доктор философских наук, профессор.
- Жирков, Рудольф Петрович — кандидат медицинских наук, доцент кафедры управления Российской таможенной академии
- Иванченко, Юрий Григорьевич — полковник, доктор технических наук, специалист по ракетной технике, профессор.
- Помазанов, Владимир Васильевич — доктор технических наук, профессор, академик Академии медико-технических наук РФ и РАЕН.
- Прохоренко, Владимир Александрович — доктор военных наук, профессор.